# Agustí Rabassa Grabolosa
Agustí Rabassa Grabolosa (Blanes, 17 de novembre de 1950) és un exjugador de bàsquet català que jugava en la posició d'aler.
Va començar a jugar a bàsquet al CB Blanes, fins que el Joventut de Badalona es va fixar en ell i va passar a formar part de les seves categories inferiors. Debuta en el primer equip a la temporada 1968-69. Al Joventut va guanyar la Copa del Generalíssim del 1968, i en va ser finalista les dues temporades següents. També va ser subcampió de lliga i semifinalista de la Recopa europea. Va jugar a la Penya fins a la temporada 1970-71, quan va passar a formar part de l'UDR Pineda. La temporada 78-79 juga la copa Korac amb el Pineda, quedant eliminat l'equip a la segona ronda en perdre davant l'Standard de Lieja belga. Encara com a jugador del Pineda anuncia la seva retirada abans de començar la temporada 80-81. La seva amistat amb Fernando Heras va fer que jugués encara una temporada més al Sant Josep Girona de segona divisió, on Heras era l'entrenador; el mateix que la temporada següent passaria al CB Calella, on es retiraria de manera definitiva.
L'any 2009 va ser nomenat "Històric del bàsquet català" per la Fundació del Bàsquet Català.